# Toxin

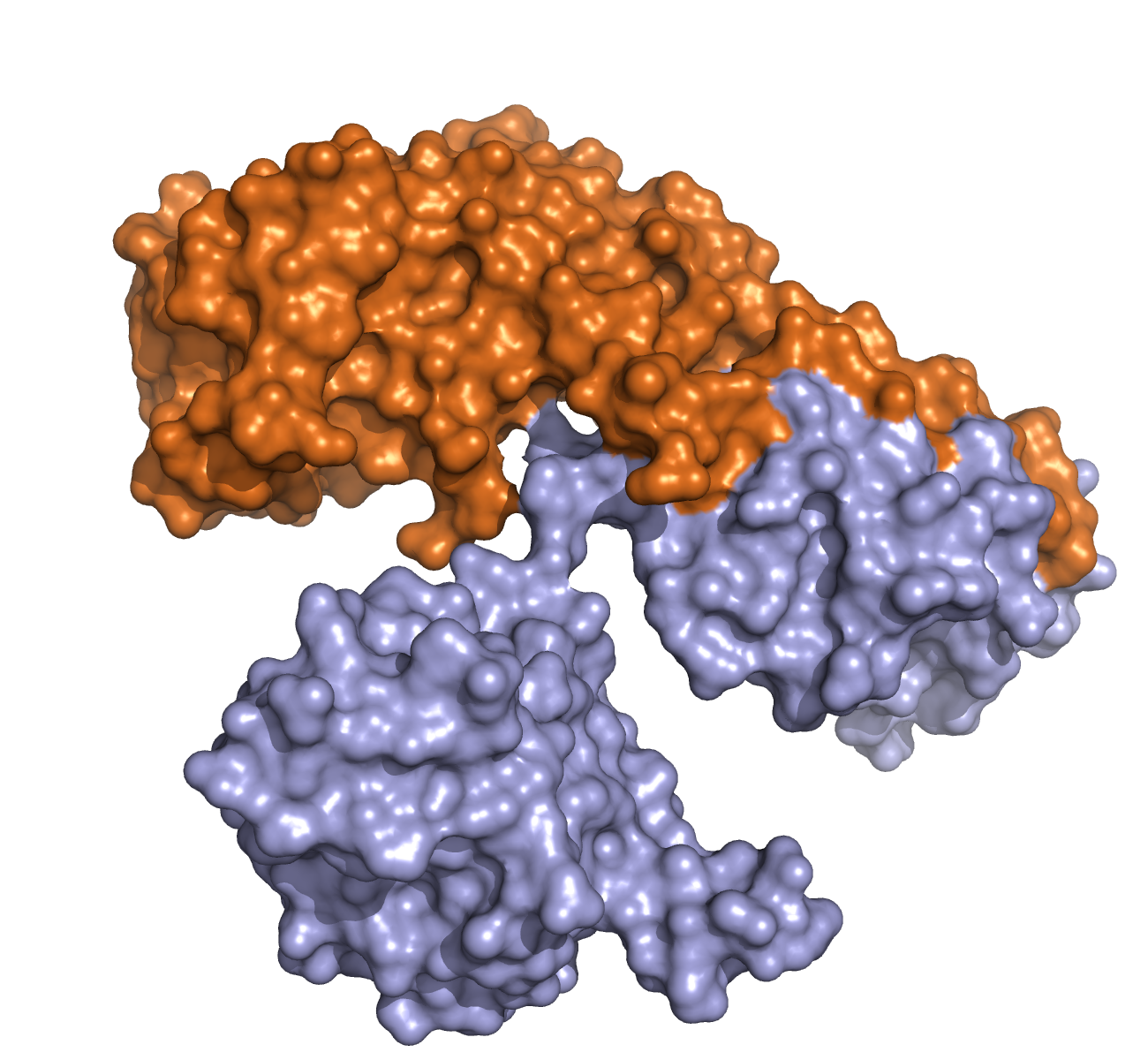
Model molekuly difterického toxinu

Toxin (z řeckého toxikon) je jedovatá látka produkovaná živými buňkami nebo organismy (člověk je sice technicky také živý organismus, látky vyrobené člověkem v umělých procesech se však v této definici obvykle nepovažují za toxiny).
Toxiny mohou být malé molekuly, peptidy nebo bílkoviny, které jsou schopny způsobit onemocnění při styku s nimi nebo při jejich pohlcení živou tkání, a to interakcí s biologickými makromolekulami, například enzymy nebo buněčnými receptory.